# Ruda (okręg Vâlcea)
Ruda – wieś w Rumunii, w okręgu Vâlcea, w gminie Budești. W 2011 roku liczyła 566 mieszkańców.